# Hiếu tần Kim thị
Hiếu tần Kim thị (孝嬪 金氏, ? - 1454) là phi tần của Triều Tiên Thái Tông, mẹ của Kính Ninh quân.
Ban đầu là thị nữ hầu hạ Thần Đức Vương hậu Khương thị khi còn tại tư phủ, sau Khương thị nhập cung làm vương phi, Kim thị cũng nhập cung làm cung nữ. Hạ sinh Kính Ninh quân (敬寧君) Lý Phi (李裶), sắc phong làm Hiếu Thuận Cung chúa (孝順宮主) năm 1401 khi Thái Tông lên ngôi. Thời Cao Tông truy tặng Chính nhất phẩm Tần, mỹ hiệu Hiếu (敬), gọi là Hiếu tần (孝嬪). Mộ phần tại thành phố Guri, tỉnh Gyeonggi.

## Gia quyến
- Phu quân: Triều Tiên Thái Tông
  - Vương tử: Kính Ninh quân Lý Phi (李裶, 1395 - 1458)
    - Tôn tử: Cao Dương quân Lý Trật (李秩)
    - Tôn tử: Vĩnh Thiện đô chính (永善都正) Lý Lợi (李利)
    - Tôn tử: Mao Dương quân (牟陽君) Lý Tắc (李稷, 1438 - 1511)
    - Tôn tử: Đan Sơn đô chính (丹山都正) Lý Tuệ (穗, 1444 - ?)

## Trong văn hóa đại chúng
- Được diễn bởi Kim Seong-ryeong trong Thế Tông Đại vương KBS 2008